# أراب آيدول
آراب آيدول (بالإنجليزية: Arab Idol)، هو النسخة العربية من برنامج المسابقات الغنائي العالمي "Pop Idol" الذي اخترعه سيمون فيلر وطورته شركة فريمانتل البريطانية.

## نبذة عن البرنامج
انطلق الموسم الأول من البرنامج في 9 ديسمبر/كانون أول 2011 في جميع أنحاء العالم على قناة إم بي سي 1 ويقدمه الممثل الكويتي عبد الله الطليحي والوصيفة الأولى في مسابقة ملكة جمال لبنان لعام 2005 أنابيلا هلال منذ سهرة مرحلة التصفيات النهائية في 27 يناير 2012. كما تذاع الحلقة أيضا عبر أثير إذاعة بانوراما أف أم.
يحل برنامج آراب آيدول مكان برنامج سوبر ستار، الذي تم عرضه منذ عام 2003 وقام ببثه وإنتاجه تلفزيون المستقبل لخمس مواسم. وأبدت قناة إم بي سي 1 رغبتها في إحياء هذا البرنامج في نسخة مجددة بعد تخلي تلفزيون المستقبل عن حق أمتلاك حقوق المسابقة، بسبب عدم قدرته المالية لإنتاج موسم جديد منه.
تم الإعلان عن النسخة المجددة للبرنامج للجمهور العربي في 21 يوليو 2011، عندما بثت قناة إم بي سي 1 أول إعلان له. اسم البرنامج أيضاً تغير من «سوبر ستار» إلى «آراب آيدول» مع إطلاق شكل جديد لشعار البرنامج.
وتعرض حلقة خاصة مسماة «آراب آيدول إكسترا» كل أربعاء في الموسم الأول وكل خميس في الموسم الثاني، يعرض فيها كل ما جرى في الكواليس خلال الأسبوع في مقر إقامة المتسابقين وخلال سهرات التسابق الرئيسية والإقصاء.

## الموسم الأول (2011-2012)
من تقديم انابيلا هلال و احمد فهمي
عرض الموسم الأول ما بين 9 ديسمبر/كانون أول 2011 حتى 8 أبريل/نيسان. والفائزون بالمراكز الثلاثة هم:
| الفائز بالسباق | المركز الثاني | المركز الثالث |
| -------------- | ------------- | ------------- |
| كارمن سليمان   | دنيا بطمة     | يوسف عرفات    |

## الموسم الثاني (2013)
بدا الاختبارات 8 مارس اما بدا
عرض الموسم الثاني22 يونيو/حزيران 2013. والفائزون بالمراكز الثلاثة هم:
| الفائز بالسباق | المركز الثاني | المركز الثالث |
| -------------- | ------------- | ------------- |
| محمد عساف      | أحمد جمال     | فرح يوسف      |

## الموسم الثالث (2014)
بدأ عرض الموسم الثالث يوم 5 سبتمبر/أيلول 2014. والفائزون بالمراكز الثلاثة هم:
| الفائز بالسباق | المركز الثاني | المركز الثالث |
| -------------- | ------------- | ------------- |
| حازم شريف      | هيثم خلايلي   | ماجد المدني   |

## الموسم الرابع (2016-2017)
عرضت أول حلقة من الموسم الرابع في 4 نوفمبر 2016، وتم الإعلان عن الفائز في 25 فبراير 2017. والفائزون بالمراكز الثلاثة هم:
| الفائز بالسباق | المركز الثاني | المركز الثالث |
| -------------- | ------------- | ------------- |
| يعقوب شاهين    | عمار العزكي   | امير دندن     |

## جدل حول اسم البرنامج
أثار اسم البرنامج جدلا في العالم الإسلامي، وذلك لاستخدام كلمة «آيدول» والذي تعني «المعبود، أو الشيء الذي نعبده» باللغة الإنكليزية. وبهذا الخصوص أصدرت مجموعة أم بي سي بيان توضح فيه أن اسم البرنامج معناه هنا «محبوب العرب» ولا يمت بأي صلة لأمور ومعتقدات دينية.

## وصلات خارجية
- أراب آيدول على موقع IMDb (الإنجليزية)
- أراب آيدول على موقع قاعدة بيانات الفيلم (الإنجليزية)